# Открытый чемпионат Венгрии по теннису
Открытый чемпионат Венгрии по теннису (англ. Hungarian Open) — мужской международный профессиональный теннисный турнир, проходящий в Будапеште (Венгрия) на открытых грунтовых кортах. Турнир относится к категории ATP 250 с призовым фондом в размере около 586 тысяч евро и турнирной сеткой, рассчитанной на 28 участников в одиночном разряде и 16 пар.

## Общая информация
Турнир появился в календаре Мирового тура ATP в 2017 году. В календаре он занял место в апрельской европейской части сезона, проводящейся на открытом воздухе на грунте. Это первый теннисный турнир ATP, который проводится в Венгрии.
Проводится на Nemzeti Edzés Központ.

## Финалы турнира
| Год  | Победитель        | Финалист        | Счёт        |
| ---- | ----------------- | --------------- | ----------- |
| 2019 | Маттео Берреттини | Филип Краинович | 4-6 6-3 6-1 |
| 2018 | Марко Чеккинато   | Джон Миллман    | 7-5 6-4     |
| 2017 | Люка Пуй          | Аляж Бедене     | 6-3 6-1     |

| Год  | Победители                   | Финалисты                         | Счёт              |
| ---- | ---------------------------- | --------------------------------- | ----------------- |
| 2019 | Кен Скупски Нил Скупски      | Маркус Даниэлл Уэсли Колхоф       | 6-3 6-4           |
| 2018 | Доминик Инглот Франко Шкугор | Матве Мидделкоп Андрес Мольтени   | 6-7(8) 6-1 [10-8] |
| 2017 | Брайан Бейкер Никола Мектич  | Хуан Себастьян Кабаль Роберт Фара | 7-6(2) 6-4        |